# Haricot de mouton
Pour les articles homonymes, voir Haricot (homonymie).

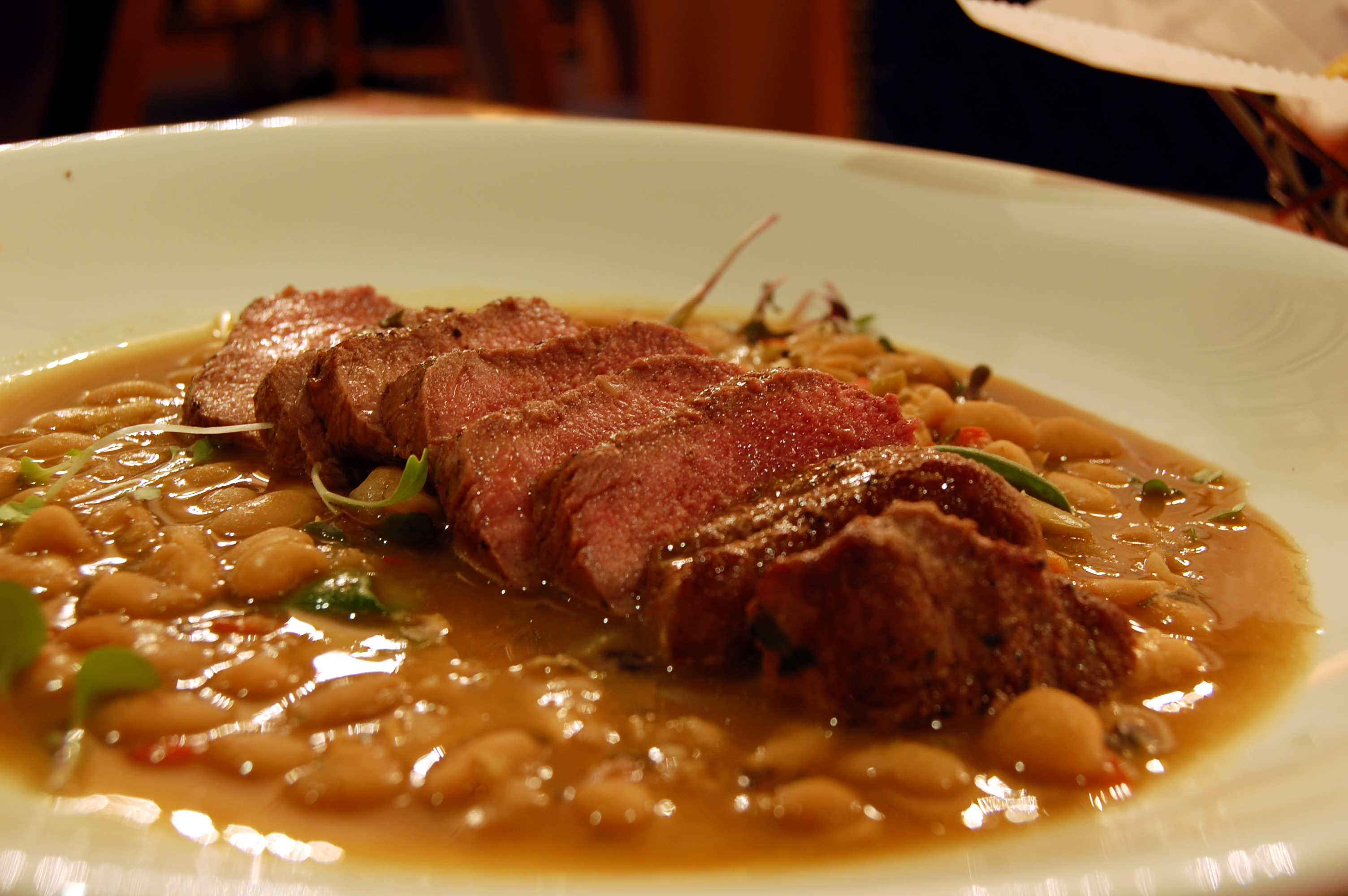
Haricot de mouton

Le haricot de mouton est un très ancien mets traditionnel français, composé de viande de mouton découpée en morceaux et cuite en ragoût, accompagnée de navets et d'oignons. 

## Historique
L'expression « haricot de mouton » est attestée au XIVe siècle : d'après le Dictionnaire de la langue française d'Émile Littré et le Trésor de la langue française informatisé, sa plus ancienne occurrence connue se trouve dans le Ménagier de Paris, un traité de morale et d'économie domestique en prose, composé vers 1393 par un bourgeois de Paris à l'intention de sa jeune épouse. D'après l'editio princeps du Ménagier, les ingrédients qui entrent dans la préparation du ragout de mouton sont, outre de la viande de mouton, du lard, des oignons, du bouillon de bœuf, du macis, du persil, de l'hysope et de la sauge. 
Originellement, ce mets ne contenait pas de haricots, sa confection étant bien antérieure à l'arrivée de cette légumineuse en Europe.

## Étymologie
L'origine du terme « haricot » est très discutée. Il s'agit probablement d'un déverbal de l'ancien verbe harigoter,, signifiant « déchiqueter, mettre en lambeaux ». Attesté dans Yvain ou le Chevalier au lion de Chrétien de Troyes, harigoter est probablement un dérivé en -oter d'un ancien bas francique *hariôn (« gâcher ») prononcé *harijôn et entré en Gaule romaine sous la forme *harigôn. L'ancien français hericot est peut-être dû à l'influence d'écot (« rameau élagué imparfaitement, chicot d'arbuste »), le rapprochement de ces deux mots s'expliquant sans doute par le fait que la viande du haricot de mouton est découpée en morceaux irréguliers.